# وای! تو دیگه کی هستی
وای! تو دیگه کی هستی (به هندی: Waah! Tera Kya Kehna) یا وای! تو حرف نداری فیلمی محصول سال ۲۰۰۲ و به کارگردانی مانوج آگراوال است. در این فیلم بازیگرانی همچون گوویندا، راوینا تاندون، پریتی جانگیانی، شاکتی کاپور، شامی کاپور، قادرخان، اشیش ویدیارتی، ناونیت نیشان و آنجو ماهندرو ایفای نقش کرده‌اند.